# Stanisław Matyja
Stanisław Matyja (ur. 9 kwietnia 1928 we Wrześni, zm. 20 grudnia 1985 w Poznaniu) – żołnierz junaków 2 Korpusu Polskiego gen. Władysława Andersa, przywódca robotniczych wystąpień Poznańskiego Czerwca, harcmistrz Związku Harcerstwa Polskiego.

## Życiorys
Syn mistrza stolarskiego Stefana i Marii z domu Zapłata; we Wrześni chodził do szkoły powszechnej, a w ostatnim roku przed wybuchem wojny do szkoły w Krotoszynie, dokąd przeprowadziła się jego rodzina. Wojna przerwała jego edukację.

### II wojna światowa
W 1940 roku wpisując się na Volkslistę ojciec Stanisława wraz z żoną, trzema synami i córką, został obywatelem Trzeciej Rzeszy. Stanisław został przymusowo zatrudniony w Zakładach Ogrodniczych w Poznaniu. Synowie Stefana Matyi zostali przymusowo wcieleni do Wehrmachtu (wszyscy zdezerterowali). Stanisław w wieku szesnastu lat trafił na front włoski. Pod Bolonią zdezerterował i został włączony do służby junackiej 2 Korpusu Polskiego gen. Władysława Andersa.

### Praca zawodowa
Po powrocie do kraju, w latach 1946–1949 pobierał naukę w Szkole Rzemiosł Budowlanych w Poznaniu. Wstąpił do Katolickiego Stowarzyszenia Młodzieży (KSM), gdzie wkrótce został naczelnikiem stowarzyszenia. Wzbudził zainteresowanie Urzędu Bezpieczeństwa i w 1947 roku szantażem zmuszono go do podpisania zobowiązania do tajnej współpracy pod kryptonimem „Sąsiad”. Współpracę, wynagradzaną pieniężnie, zakończył według akt IPN 6 czerwca 1955 roku.
Służąc do mszy, poznał Reginę Konieczną, działaczkę Młodych Polek (żeńskiego KSM) i w 1955 roku pobrali się.
W latach 1949–1951 pracował w Wytwórni Stołów i Krzeseł w Poznaniu. 11 grudnia 1951 roku podjął pracę w Zakładach Metalowych im. Józefa Stalina (do grudnia 1948 i od jesieni 1956 – HCP) jako stolarz na Wydziale 3 (numer ewidencyjny pracownika: 39618). W rubryce kadrowej „stosunek do służby wojskowej w okresie okupacji”, w obawie przed represjami władz wpisał: „małoletni”; co SB próbowała wykorzystać w 1981 roku do jego dezawuowania.

## Działalność społeczna i zawodowa
Jako pierwszy zaprotestował przeciwko łamaniu praw pracowniczych w ZISPO (1953). „Byłem wzburzony do tego stopnia – wspominał po latach – że wziąłem nóż tapicerski i zacząłem się wspinać na słup głośnikowy, aby przeciąć druty” (z głośników nadawano wówczas propagandową pogadankę). Kiedy wezwano go do Komitetu Zakładowego PZPR, udało mu się wywalczyć tyle, że nie podwyższono mu normy pracy. Wówczas po raz pierwszy koledzy z zakładu uznali, że „Matyja nie boi się rozmawiać z władzą”.
Gdy władze, mimo protestów pracowników, utrzymały zawyżone normy produkcyjne, był uczestnikiem rozmów z dyrekcją zakładów w sprawie naruszania praw socjalnych robotników. W dowód uznania robotnicy ZISPO wybrali go delegatem do Rady Zakładowej. Wówczas nawiązał kontakt z robotnikami zasiadającymi w radach zakładowych ZNTK, Wiepofamy, Rzeźni Miejskiej, Maszyn Żniwnych oraz Stomilu w Poznaniu. Stał się znanym działaczem robotniczym.

### Poznański Czerwiec
26 czerwca 1956 roku był członkiem delegacji ZISPO do Ministerstwa Przemysłu Maszynowego w Warszawie. Na wniosek Matyi minister Roman Fidelski zaakceptował postulaty robotników ZISPO. Następnego dnia ministerstwo wycofało się z porozumienia, co wywołało protesty poznańskich robotników i demonstracje uliczne 28 czerwca. Matyja był uczestnikiem Czerwca 1956 r., za co został aresztowany (z piątku na sobotę, tj. z 29 na 30 czerwca). Po ponad dwutygodniowym pobycie w areszcie i brutalnym śledztwie („Nie miałem na sobie wolnego zdrowego miejsca” – wspominał po latach) został zwolniony do domu, gdyż załoga ZISPO zagroziła, że uwolni Matyję, jeśli nie zostanie on wypuszczony. Kolejne sześć tygodni przeleżał w szpitalu, a następnie był na zwolnieniu lekarskim dla poratowania zdrowia.
Przyznano mu rentę inwalidzką po przebytej operacji raka przewodu pokarmowego (wycięto mu 3/4 żołądka).
Od 11 grudnia 1956 r. był zatrudniony – jako inwalida – w W-3 HCP na stanowisku brakarza. W odwecie za Czerwiec ’56 już 1 marca 1958 r. został zwolniony z pracy z „wilczym biletem” (pod sfingowanym zarzutem prokuratorskim o „rozpowszechnianiu ulotek nawołujących do nieposłuszeństwa wobec władz” – 28 lipca 1958 r. prokuratura wycofała się z tego zarzutu). Otrzymał pozytywną opinię kadrową od kierownika W-3 inż. Stanisława Giczyńskiego, który pisał, że: „był dość dobrym fachowcem i z tytułu wykonywanej pracy kierownictwo nie miało zastrzeżeń”. Nigdzie nie mógł jednak znaleźć stałego zatrudnienia, pracował więc dorywczo.
Działał w Związku Harcerstwa Polskiego jako harcerski instruktor modelarstwa, posiadał też licencję radiową. W ramach represji władze komunistyczne pozbawiły go tych uprawnień.

### Lata 80.

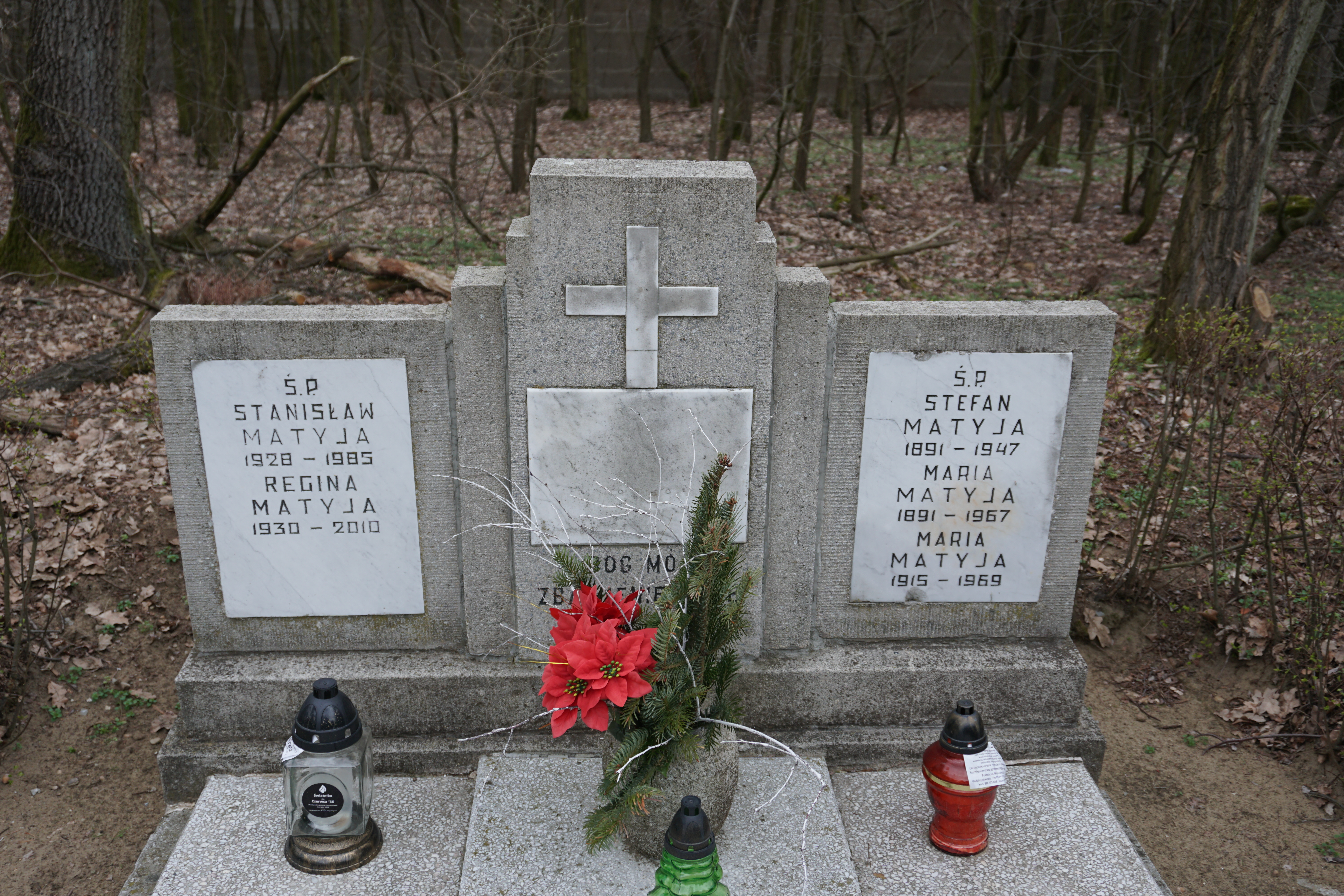
Grób Stanisława Matyi na cmentarzu Miłostowo w Poznaniu

Kłopoty Matyi z poszukiwaniem stałego zatrudnienia trwały do czasu utworzenia NSZZ „Solidarność” w 1980 r. Wówczas został honorowym członkiem „Solidarności” w HCP. Jako symbol oporu wobec reżimu komunistycznego w latach 1956–1980, został wydelegowany przez załogę Cegielskiego do odsłonięcia 28 czerwca 1981 r. Pomnika „Jedność” (Poznańskich Krzyży). Wygłosił tam wzruszające przemówienie, w którym wzywał Polaków do solidarności. Wówczas SB bezskutecznie próbowała wyeliminować Matyję z rocznicowych uroczystości, powiadamiając przewodniczącego Komisji Zakładowej NSZZ „Solidarność” HCP Bogdana Ciszaka, iż w czasie wojny był folksdojczem.
Stanisław Matyja zmarł 20 grudnia 1985 r. i został pochowany na cmentarzu Miłostowskim w Poznaniu (pole 35, kwatera 1, rząd 1, miejsce 4).

## Upamiętnienie
Stanisława Matyję upamiętnia ulica w Poznaniu oraz rondo we Wrześni, miejscu urodzenia. W hali dawnego wydziału W-3 fabryki HCP znajduje się poświęcona mu tablica z brązu, odsłonięta w czerwcu 1990 (projekt i wykonanie prof. Józef Petruk).